# 24 Heures du Mans 2013
Navigation
Édition précédente Édition suivante
Les 24 Heures du Mans 2013 sont la 81e édition de l'épreuve et la 3e manche de la saison du WEC 2013, et se déroulent les samedi 22 et dimanche 23 juin 2013 sur le circuit de la Sarthe.

## Contexte avant la course
L'épreuve appartient à la deuxième édition du Championnat du monde d'endurance FIA et fête ses quatre-vingt dix ans.

## Engagés

### Invités
56e stand
Le 56e stand était réservé à la Green GT H2, une voiture qui fonctionne avec un moteur électrique/hydrogène. Cette participation aurait permis une avancée dans le sport automobile car elle aurait été la première voiture à disputer les 24 Heures du Mans sans moteur thermique mais son forfait est annoncé le 1er juin 2013.
Invitations automatiques

### Liste officielle
La liste officielle des concurrents et voitures engagés.
| Engagés   | Engagés | Engagés                  | Engagés                   | Engagés | Engagés                | Engagés                     | Engagés                  |
| No.       | Pays    | Équipe                   | Voiture                   | Pneus   | Pilote 1               | Pilote 2                    | Pilote 3                 |
| LMP1      | LMP1    | LMP1                     | LMP1                      | LMP1    | LMP1                   | LMP1                        | LMP1                     |
| --------- | ------- | ------------------------ | ------------------------- | ------- | ---------------------- | --------------------------- | ------------------------ |
| 1         |         | Audi Sport Team Joest    | Audi R18 e-tron quattro   | M       | André Lotterer         | Benoît Tréluyer             | Marcel Fässler           |
| 2         |         | Audi Sport Team Joest    | Audi R18 e-tron quattro   | M       | Tom Kristensen         | Allan McNish                | Loïc Duval               |
| 3         |         | Audi Sport Team Joest    | Audi R18 e-tron quattro   | M       | Marc Gené              | Oliver Jarvis               | Lucas di Grassi          |
| 7         |         | Toyota Racing            | Toyota TS030 Hybrid       | M       | Alexander Wurz         | Nicolas Lapierre            | Kazuki Nakajima          |
| 8         |         | Toyota Racing            | Toyota TS030 Hybrid       | M       | Anthony Davidson       | Stéphane Sarrazin           | Sébastien Buemi          |
| 12        |         | Rebellion Racing         | Lola B12/60-Toyota        | M       | Nicolas Prost          | Neel Jani                   | Nick Heidfeld            |
| 13        |         | Rebellion Racing         | Lola B12/60-Toyota        | M       | Mathias Beche          | Andrea Belicchi             | Congfu Cheng             |
| 21        |         | Strakka Racing           | HPD ARX-03c-Honda         | M       | Nick Leventis          | Jonny Kane                  | Danny Watts              |
| LMP2      |         |                          |                           |         |                        |                             |                          |
| 24        |         | OAK Racing               | Morgan LMP2-Nissan        | D       | Olivier Pla            | Alex Brundle                | David Heinemeier Hansson |
| 25        |         | Delta-ADR (en)           | Oreca 03-Nissan           | D       | Tor Graves             | Archie Hamilton             | Shinji Nakano            |
| 26        |         | G-Drive Racing           | Oreca 03-Nissan           | D       | Roman Rusinov          | John Martin                 | Mike Conway              |
| 28        |         | Gulf Racing Middle East  | Lola B12/80-Nissan        | D       | Fabien Giroix          | Philippe Haezebrouck        | Keiko Ihara (en)         |
| 30        |         | HVM Status GP            | Lola B12/80-Judd          | D       | Johnny Mowlem          | Anthony “Tony” Burgess (de) | Jonathan Hirschi         |
| 31        |         | Lotus                    | Lotus T128-Praga          | D       | Kevin Weeda (de)       | James Rossiter              | Christophe Bouchut       |
| 32        |         | Lotus                    | Lotus T128-Praga          | D       | Thomas Holzer (en)     | Dominik Kraihamer           | Jan Charouz              |
| 33        |         | Level 5 Motorsports      | HPD ARX-03b-Honda         | M       | Scott Tucker           | Marino Franchitti           | Ryan Briscoe             |
| 34        |         | Race Performance         | Oreca 03-Judd             | D       | Michel Frey            | Patric Niederhauser         | Jeroen Bleekemolen       |
| 35        |         | OAK Racing               | Morgan LMP2-Nissan        | D       | Bertrand Baguette      | Martin Plowman              | Ricardo González         |
| 36        |         | Signatech Alpine         | Alpine A450-Nissan        | M       | Pierre Ragues          | Nelson Panciatici           | Tristan Gommendy         |
| 38        |         | Jota Sport               | Zytek Z11SN-Nissan        | D       | Simon Dolan            | Oliver Turvey               | Lucas Luhr               |
| 39        |         | DKR Engineering          | Lola B11/40-Judd BMW      | D       | Olivier Porta (pl)     | Romain Brandela             | Stéphane Raffin          |
| 40        |         | Boutsen Ginion Racing    | Oreca 03-Nissan           | D       | Matt Downs (de)        | Rodin Younessi (en)         | Thomas Dagoneau (pl)     |
| 41        |         | Greaves Motorsport       | Zytek Z11SN-Nissan        | D       | Alexander Rossi        | Tom Kimber-Smith            | Eric Lux                 |
| 42        |         | Greaves Motorsport       | Zytek Z11SN-Nissan        | D       | Michael Krumm          | Jann Mardenborough          | Lucas Ordóñez            |
| 43        |         | Morand Racing            | Morgan LMP2-Judd          | D       | Natacha Gachnang       | Franck Mailleux             | Olivier Lombard          |
| 45        |         | OAK Racing               | Morgan LMP2-Nissan        | D       | Jacques Nicolet        | Jean-Marc Merlin            | Philippe Mondolot        |
| 46        |         | Thiriet by TDS Racing    | Oreca 03-Nissan           | D       | Pierre Thiriet         | Ludovic Badey               | Maxime Martin            |
| 47        |         | KCMG                     | Morgan LMP2-Nissan        | M       | Alexandre Imperatori   | Matt Howson                 | Ho-Pin Tung              |
| 48        |         | Murphy Prototypes        | Oreca 03-Nissan           | D       | Brendon Hartley        | Karun Chandhok              | Mark Patterson           |
| 49        |         | Pecom Racing             | Oreca 03-Nissan           | M       | Luís Pérez Companc     | Pierre Kaffer               | Nicolas Minassian        |
| LMGTE Pro |         |                          |                           |         |                        |                             |                          |
| 51        |         | AF Corse                 | Ferrari 458 Italia GT2    | M       | Gianmaria Bruni        | Giancarlo Fisichella        | Matteo Malucelli         |
| 53        |         | SRT Motorsports          | SRT Viper GTS-R           | M       | Dominik Farnbacher     | Marc Goossens               | Ryan Dalziel             |
| 66        |         | JMW Motorsport           | Ferrari 458 Italia GT2    | D       | Andrea Bertolini       | Abdulaziz Al Faisal         | Khaled Al Qubaisi        |
| 71        |         | AF Corse                 | Ferrari 458 Italia GT2    | M       | Olivier Beretta        | Kamui Kobayashi             | Toni Vilander            |
| 73        |         | Corvette Racing          | Chevrolet Corvette C6 ZR1 | M       | Antonio García         | Jan Magnussen               | Jordan Taylor            |
| 74        |         | Corvette Racing          | Chevrolet Corvette C6 ZR1 | M       | Oliver Gavin           | Tommy Milner                | Richard Westbrook        |
| 91        |         | Porsche AG Team Manthey  | Porsche 911 RSR (991)     | M       | Marc Lieb              | Richard Lietz               | Romain Dumas             |
| 92        |         | Porsche AG Team Manthey  | Porsche 911 RSR (991)     | M       | Jörg Bergmeister       | Patrick Pilet               | Timo Bernhard            |
| 93        |         | SRT Motorsports          | SRT Viper GTS-R           | M       | Kuno Wittmer           | Tommy Kendall               | Jonathan Bomarito        |
| 97        |         | Aston Martin Racing      | Aston Martin Vantage GTE  | M       | Stefan Mücke           | Darren Turner               | Peter Dumbreck           |
| 98        |         | Aston Martin Racing      | Aston Martin Vantage GTE  | M       | Paul Dalla Lana        | Pedro Lamy                  | Bill Auberlen            |
| 99        |         | Aston Martin Racing      | Aston Martin Vantage GTE  | M       | Frédéric Makowiecki    | Bruno Senna                 | Rob Bell                 |
| LMGTE Am  |         |                          |                           |         |                        |                             |                          |
| 50        |         | Larbre Compétition       | Chevrolet Corvette C6 ZR1 | M       | Patrick Bornhauser     | Julien Canal                | Ricky Taylor             |
| 54        |         | AF Corse                 | Ferrari 458 Italia GT2    | M       | Yannick Mallégol (pl)  | Jean-Marc Bachelier (pl)    | Howard Blank             |
| 55        |         | AF Corse                 | Ferrari 458 Italia GT2    | M       | Piergiuseppe Perazzini | Darryl O'Young              | Lorenzo Casè (pl)        |
| 57        |         | Krohn Racing             | Ferrari 458 Italia GT2    | M       | Tracy Krohn            | Niclas Jönsson              | Maurizio Mediani         |
| 61        |         | AF Corse                 | Ferrari 458 Italia GT2    | M       | Jack Gerber (de)       | Matt Griffin                | Marco Cioci              |
| 67        |         | IMSA Performance Matmut  | Porsche 911 GT3 RSR (997) | M       | Pascal Gibon           | Patrice Milesi              | Wolf Henzler             |
| 70        |         | Larbre Compétition       | Chevrolet Corvette C6 ZR1 | M       | Cooper MacNeil         | Manuel Rodrigues            | Philippe Dumas           |
| 75        |         | Prospeed Competition     | Porsche 911 GT3 RSR (997) | M       | Emmanuel Collard       | François Perrodo            | Sébastien Crubilé        |
| 76        |         | IMSA Performance Matmut  | Porsche 911 GT3 RSR (997) | M       | Raymond Narac          | Jean-Karl Vernay            | Christophe Bourret       |
| 77        |         | Dempsey Del Piero-Proton | Porsche 911 GT3 RSR (997) | M       | Patrick Dempsey        | Joe Foster (pl)             | Patrick Long             |
| 81        |         | 8Star Motorsports        | Ferrari 458 Italia GT2    | M       | Enzo Potolicchio       | Rui Águas                   | Jason Bright (en)        |
| 88        |         | Proton Competition       | Porsche 911 GT3 RSR (997) | M       | Christian Ried         | Gianluca Roda               | Paolo Ruberti            |
| 95        |         | Aston Martin Racing      | Aston Martin Vantage GTE  | M       | Allan Simonsen         | Christoffer Nygaard         | Kristian Poulsen         |
| 96        |         | Aston Martin Racing      | Aston Martin Vantage GTE  | M       | Roald Goethe           | Jamie Campbell-Walter       | Stuart Hall              |

## Essais Libres
Lors de la journée test des 24 Heures du Mans 2013, Audi décroche les trois premiers chronos avec ses Audi R18 e-tron quattro devant Toyota en LMP1. En LMP2, la Morgan-Nissan de Oak Racing obtient le meilleur temps devant l'Alpine A450. En GT-Pro et GT-Am, les Aston Martin Vantage GTE dominent les Porsche 911 GT3 RSR.

## Séances de qualifications

### Classement
- Le leader de chaque catégorie est inscrit en gras.

| Pos. | Nr. | Team                     | Catégorie  | Temps          | Écart     |
| ---- | --- | ------------------------ | ---------- | -------------- | --------- |
| 1    | 2   | Audi Sport Team Joest    | LMP1       | 3 min 22 s 346 |           |
| 2    | 1   | Audi Sport Team Joest    | LMP1       | 3 min 23 s 696 | +1 s 347  |
| 3    | 3   | Audi Sport Team Joest    | LMP1       | 3 min 24 s 776 | +1 s 992  |
| 4    | 8   | Toyota Racing            | LMP1       | 3 min 26 s 654 | +4 s 305  |
| 5    | 7   | Toyota Racing            | LMP1       | 3 min 26 s 676 | +4 s 327  |
| 6    | 12  | Rebellion Racing         | LMP1       | 3 min 28 s 835 | +6 s 586  |
| 7    | 13  | Rebellion Racing         | LMP1       | 3 min 32 s 167 | +9 s 818  |
| 8    | 21  | Strakka Racing           | LMP1       | 3 min 36 s 547 | +14 s 198 |
| 9    | 24  | OAK Racing               | LMP2       | 3 min 38 s 621 | +16 s 272 |
| 10   | 26  | G-Drive Racing           | LMP2       | 3 min 39 s 535 | +17 s 186 |
| 11   | 38  | Jota Racing              | LMP2       | 3 min 40 s 459 | +18 s 110 |
| 12   | 42  | Morand Racing            | LMP2       | 3 min 40 s 741 | +18 s 392 |
| 13   | 25  | Delta-ADR                | LMP2       | 3 min 40 s 925 | +18 s 576 |
| 14   | 47  | KCMG                     | LMP2       | 3 min 41 s 042 | +18 s 693 |
| 15   | 48  | Murphy Prototypes        | LMP2       | 3 min 41 s 569 | +19 s 220 |
| 16   | 36  | Sigantech Alpine         | LMP2       | 3 min 41 s 664 | +19 s 305 |
| 17   | 36  | OAK Racing               | LMP2       | 3 min 41 s 864 | +19 s 505 |
| 18   | 49  | Pecom Racing             | LMP2       | 3 min 43 s 420 | +21 s 071 |
| 19   | 46  | Thiriet by TDS Racing    | LMP2       | 3 min 43 s 494 | +21 s 145 |
| 20   | 42  | Greaves Motorsport       | LMP2       | 3 min 44 s 421 | +22 s 072 |
| 21   | 41  | Greaves Motorsport       | LMP2       | 3 min 44 s 621 | +22 s 272 |
| 22   | 34  | Race Performance         | LMP2       | 3 min 45 s 244 | +22 s 895 |
| 23   | 32  | Lotus                    | LMP2       | 3 min 45 s 274 | +22 s 925 |
| 24   | 31  | Lotus                    | LMP2       | 3 min 47 s 920 | +25 s 671 |
| 25   | 45  | OAK Racing               | LMP2       | 3 min 48 s 196 | +25 s 847 |
| 26   | 33  | Level 5 Motorsports      | LMP2       | 3 min 48 s 597 | +26 s 248 |
| 27   | 28  | Gulf Racing Middle East  | LMP2       | 3 min 49 s 096 | +26 s 747 |
| 28   | 30  | HVM Status GP            | LMP2       | 3 min 49 s 805 | +27 s 456 |
| 29   | 99  | Aston Martin Racing      | LM GTE Pro | 3 min 54 s 625 | +32 s 286 |
| 30   | 97  | Aston Martin Racing      | LM GTE Pro | 3 min 55 s 445 | +33 s 096 |
| 31   | 92  | Porsche AG Team Manthey  | LM GTE Pro | 3 min 55 s 491 | +33 s 142 |
| 32   | 51  | AF Corse                 | LM GTE Pro | 3 min 59 s 909 | +33 s 560 |
| 33   | 98  | Aston Martin Racing      | LM GTE Pro | 3 min 56 s 336 | +33 s 987 |
| 34   | 71  | AF Corse                 | LM GTE Pro | 3 min 56 s 471 | +34 s 122 |
| 35   | 91  | Porsche AG Team Manthey  | LM GTE Pro | 3 min 56 s 573 | +34 s 224 |
| 36   | 39  | DKR Engineering          | LMP2       | 3 min 56 s 905 | +34 s 556 |
| 37   | 40  | Boutsen Ginion Racing    | LMP2       | 3 min 57 s 139 | +34 s 790 |
| 38   | 95  | Aston Martin Racing      | LM GTE Am  | 3 min 57 s 776 | +35 s 427 |
| 39   | 74  | Corvette Racing          | LM GTE Pro | 3 min 58 s 644 | +38 s 295 |
| 40   | 88  | Proton Competition       | LM GTE Am  | 3 min 58 s 889 | +36 s 540 |
| 41   | 73  | Corvette Racing          | LM GTE Pro | 3 min 59 s 526 | +37 s 177 |
| 42   | 96  | Aston Martin Racing      | LM GTE Am  | 3 min 59 s 805 | +37 s 456 |
| 43   | 61  | AF Corse                 | LM GTE Am  | 3 min 59 s 997 | +37 s 648 |
| 44   | 67  | IMSA Performance Matmut  | LM GTE Am  | 4 min 00 s 503 | +38 s 154 |
| 45   | 75  | Prospeed Competition     | LM GTE Am  | 4 min 00 s 682 | +38 s 333 |
| 46   | 53  | SRT Motorsports          | LM GTE Pro | 4 min 00 s 802 | +38 s 453 |
| 47   | 77  | Dempsey Del Piero-Proton | LM GTE Am  | 4 min 00 s 916 | +38 s 567 |
| 48   | 76  | IMSA Performance Matmu   | LM GTE Am  | 4 min 01 s 713 | +39 s 364 |
| 49   | 81  | 8 Star Motorsports       | LM GTE Am  | 4 min 01 s 934 | +39 s 585 |
| 50   | 93  | SRT Motorsports          | LM GTE Pro | 4 min 03 s 461 | +41 s 112 |
| 51   | 55  | AF Corse                 | LM GTE Am  | 4 min 03 s 956 | +41 s 617 |
| 52   | 70  | Larbre Compétition       | LM GTE Am  | 4 min 04 s 512 | +42 s 163 |
| 53   | 50  | Larbre Compétition       | LM GTE Am  | 4 min 04 s 873 | +42 s 524 |
| 54   | 66  | JMW Motorsports          | LM GTE Pro | 4 min 05 s 417 | +43 s 068 |
| 55   | 54  | AF Corse                 | LM GTE Am  | 4 min 09 s 064 | +46 s 715 |
| 56   | 57  | Krohn Racing             | LM GTE Am  | 4 min 16 s 233 | +53 s 884 |

### Nombre de pilotes qualifiés pour la course
168 pilotes de 33 nationalités seront au volant pour le départ de ce quatre-vingt-dixième anniversaire des 24 Heures du Mans. Cette année, deux femmes participeront à l'édition 2013 de cette épreuve mancelle.
| 41 Français     | 26 Britanniques | 19 Américains | 14 Allemands   | 11 Italiens   |
| 9 Suisses       | 6 Danois        | 4 Japonais    | 3 Australiens  | 3 Autrichiens |
| 3 Belges        | 3 Canadiens     | 3 Espagnols   | 2 Brésiliens   | 2 Chinois     |
| 2 Portugais     | 1 Argentin      | 1 Émirien     | 1 Finlandais   | 1 Hongkongais |
| 1 Indien        | 1 Irlandais     | 1 Mexicain    | 1 Monégasque   | 1 Néerlandais |
| 1 Néo-Zélandais | 1 Russe         | 1 Saoudien    | 1 Sud-Africain | 1 Suédois     |
| 1 Tchèque       | 1 Thaïlandais   | 1 Vénézuélien |                |               |

## Course

### Classements intermédiaires
| Pos. | Après la 1re heure | Après la 1re heure                                                                 | Après 6 heures | Après 6 heures                                                                     | Après 12 heures | Après 12 heures                                                                  | Après 18 heures | Après 18 heures                                                                    |
| Pos. | n°                 | Voiture / Pilotes                                                                  | n°             | Voiture / Pilotes                                                                  | n°              | Voiture / Pilotes                                                                | n°              | Voiture / Pilotes                                                                  |
| ---- | ------------------ | ---------------------------------------------------------------------------------- | -------------- | ---------------------------------------------------------------------------------- | --------------- | -------------------------------------------------------------------------------- | --------------- | ---------------------------------------------------------------------------------- |
| 1    | 1                  | Audi Sport Team Joest Audi R18 e-tron quattro (LMP1) Lotterer - Tréluyer - Fassler | 1              | Audi Sport Team Joest Audi R18 e-tron quattro (LMP1) Lotterer - Tréluyer - Fassler | 2               | Audi Sport Team Joest Audi R18 e-tron quattro (LMP1) Kristensen - McNish - Duval | 2               | Audi Sport Team Joest Audi R18 e-tron quattro (LMP1) Kristensen - McNish - Duval   |
| 2    | 7                  | Toyota Racing Toyota TS030 Hybrid (LMP1) Wurz - Lapierre - Nakajima                | 2              | Audi Sport Team Joest Audi R18 e-tron quattro (LMP1) Kristensen - McNish - Duval   | 8               | Toyota Racing Toyota TS030 Hybrid (LMP1) Davidson - Sarrazin - Buemi             | 8               | Toyota Racing Toyota TS030 Hybrid (LMP1) Davidson - Sarrazin - Buemi               |
| 3    | 8                  | Toyota Racing Toyota TS030 Hybrid (LMP1) Davidson - Sarrazin - Buemi               | 3              | Audi Sport Team Joest Audi R18 e-tron quattro (LMP1) Gené - Jarvis - di Grassi     | 7               | Toyota Racing Toyota TS030 Hybrid (LMP1) Wurz - Lapierre - Nakajima              | 7               | Toyota Racing Toyota TS030 Hybrid (LMP1) Wurz - Lapierre - Nakajima                |
| 4    | 2                  | Audi Sport Team Joest Audi R18 e-tron quattro (LMP1) Kristensen - McNish - Duval   | 7              | Toyota Racing Toyota TS030 Hybrid (LMP1) Wurz - Lapierre - Nakajima                | 3               | Audi Sport Team Joest Audi R18 e-tron quattro (LMP1) Gené - Jarvis - di Grassi   | 3               | Audi Sport Team Joest Audi R18 e-tron quattro (LMP1) Gené - Jarvis - di Grassi     |
| 5    | 3                  | Audi Sport Team Joest Audi R18 e-tron quattro (LMP1) Gené - Jarvis - di Grassi     | 8              | Toyota Racing Toyota TS030 Hybrid (LMP1) Davidson - Sarrazin - Buemi               | 12              | Rebellion Racing Lola B12/60 (LMP1) Prost - Jani - Heidfeld                      | 1               | Audi Sport Team Joest Audi R18 e-tron quattro (LMP1) Lotterer - Tréluyer - Fassler |

### Déroulement de la course

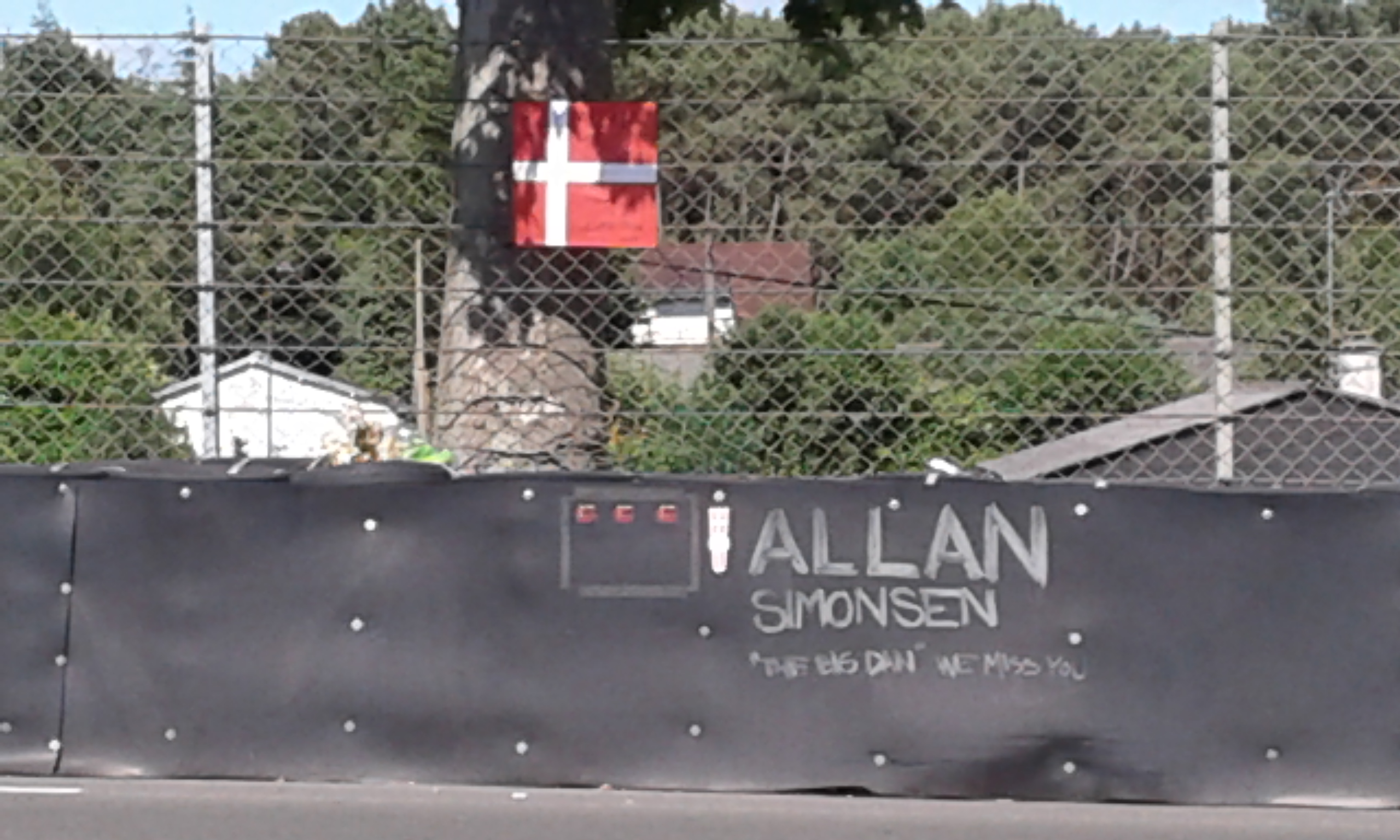
Écriteau commémoratif Allan Simonsen en bord de piste.

Cette édition a été marquée par le décès du pilote danois Allan Simonsen à 34 ans sur une Aston Martin environ 10 minutes après le départ de la course. Une première depuis 1997 (en pré-qualifications) et depuis 1986 en course. L'impact du choc a été tel que neuf rails de sécurité furent remplacés, entraînant une neutralisation de la course de près d'une heure.
La course sera marquée par de nombreux drapeaux jaunes (5h27 de voiture de sécurité).
Alors qu'Audi domine les débats depuis le début de la course et que la nuit arrive, l'Audi no 1 (tenante du titre) reste 45 minutes au stand pour des problèmes de boîte de vitesses et un changement d'alternateur. Elle perd 11 tours sur les premiers. Quelques minutes plus tard, l'Audi no 3 (Jarvis, Di Grassi, Gené) connaît également des problèmes, perdant 2 tours.
L'Audi no 2 garda une avance de 1 tour sur la Toyota no 8, ce qui lui permet de décrocher la douzième victoire du constructeur allemand.
À 48 minutes de l'arrivée, la Toyota no 7 tire tout droit au virage Porsche, elle perd définitivement sa troisième place au profit de l'Audi no 3.
Le meilleur tour en course est signé par l'Audi no 1 en 3.22.746. La no 2, vainqueure de l'épreuve fera son meilleur tour en 3.23.269. Les Toyota ne passeront pas en dessous des 3.25.
Après avoir dominé les débats, Tom Kristensen s'impose pour la neuvième fois de sa carrière, un record.
En LMP2, les Morgan-Nissan du OAK Racing effectuent un doublé malgré une petite frayeur en fin de course.
En GTPro, une lutte acharnée a eu lieu entre la Porsche no 92 et l'Aston Martin no 97. Alors que l'Aston Martin no 99 était en tête de la catégorie GTPro, le pilote perd le contrôle de sa machine dans les Hunaudières. Porsche effectue donc un doublé avant son grand retour dans la catégorie reine.
En GTAm, c'est la Porsche no 76 qui s'impose d'un tour devant les deux Ferrari de l'AF Corse.
Le 28 juin 2013, le collège des commissaires décide de déclasser la Oreca no 26 à la suite de la non-conformité d'un réservoir.

### Classement final de la course

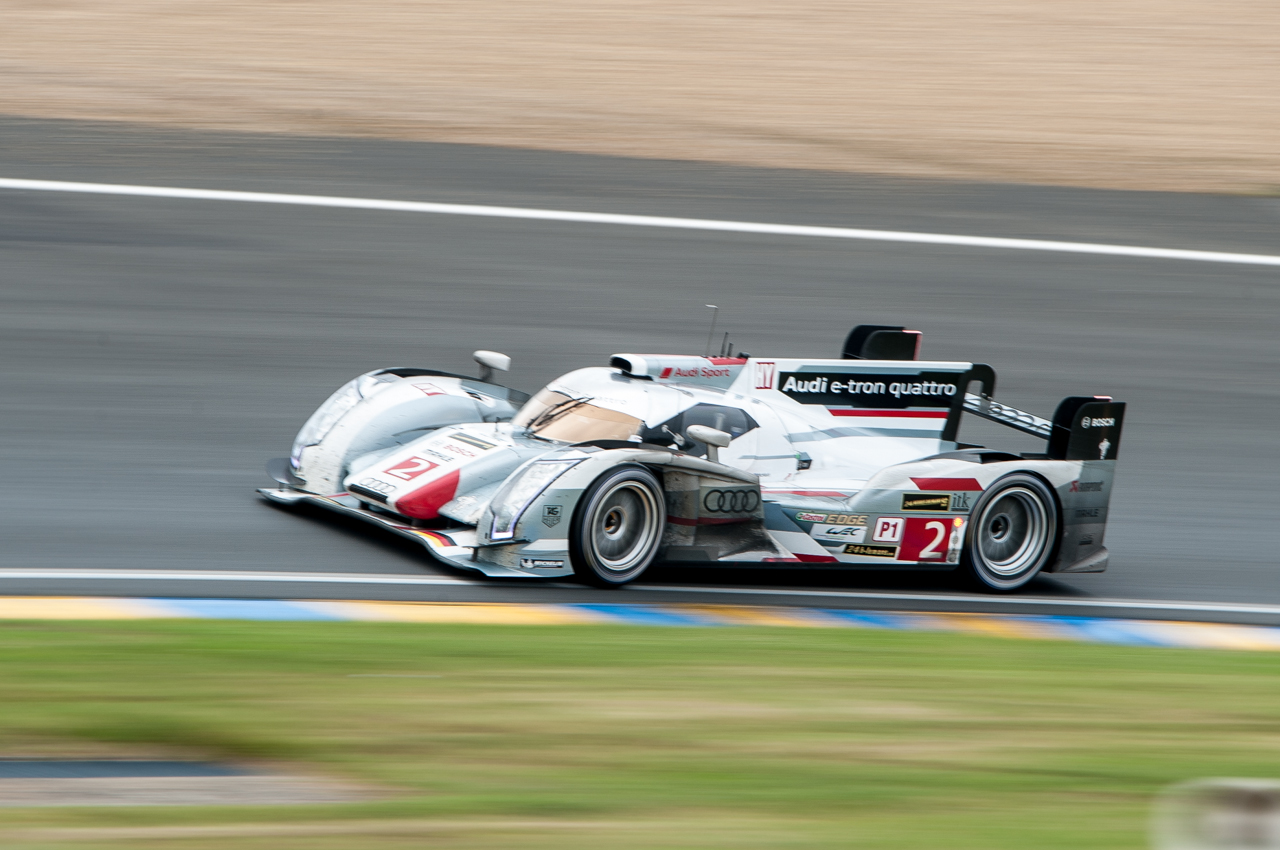
L'Audi R18 e-tron quattro, victorieuse de l'édition 2013.

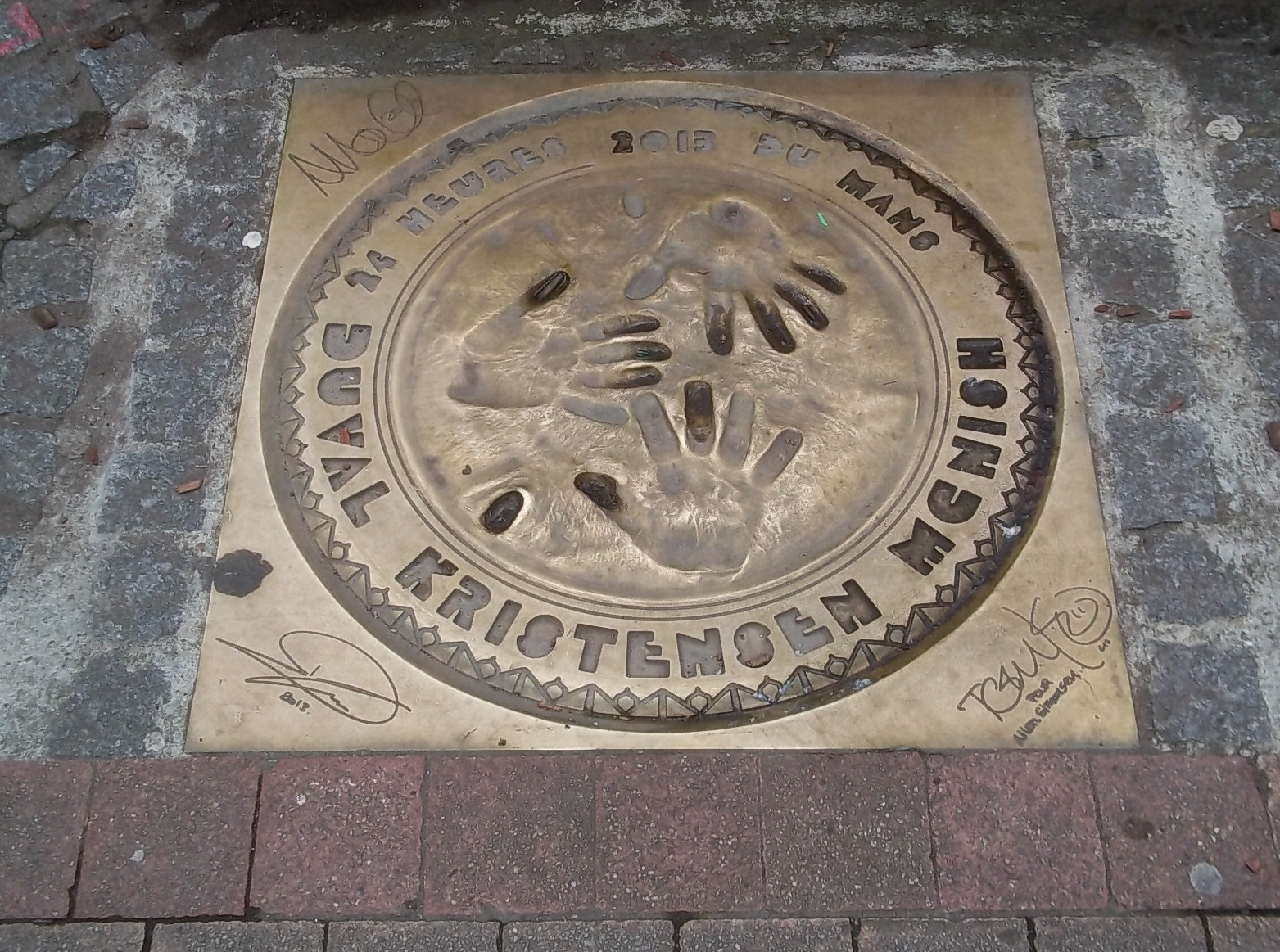
Les empreintes des vainqueurs de l'édition 2013 sur le "Walk of fame" du Mans.

Voici le classement officiel au terme des 24 heures de course.
- Les vainqueurs de chaque catégorie sont signalés par un fond jauni.
- Pour la colonne Pneus, il faut passer le curseur au-dessus du modèle pour connaître le manufacturier de pneumatiques.

| Pos               | Cat    | n° | Équipe                   | Pilote                 | Pilote                      | Pilote               | Voiture                   | Pneus | Tours     |
| 1                 | LMP1   | 2  | Audi Sport Team Joest    | Tom Kristensen         | Allan McNish                | Loïc Duval           | Audi R18 e-tron quattro   | M     | 348 tours |
| 2                 | LMP1   | 8  | Toyota Racing            | Anthony Davidson       | Stéphane Sarrazin           | Sébastien Buemi      | Toyota TS030 Hybrid       | M     | 347 tours |
| 3                 | LMP1   | 3  | Audi Sport Team Joest    | Marc Gené              | Oliver Jarvis               | Lucas di Grassi      | Audi R18 e-tron quattro   | M     | 347 tours |
| 4                 | LMP1   | 7  | Toyota Racing            | Alexander Wurz         | Nicolas Lapierre            | Kazuki Nakajima      | Toyota TS030 Hybrid       | M     | 341 tours |
| 5                 | LMP1   | 1  | Audi Sport Team Joest    | André Lotterer         | Benoît Tréluyer             | Marcel Fässler       | Audi R18 e-tron quattro   | M     | 338 tours |
| 6                 | LMP1   | 21 | Strakka Racing           | Nick Leventis          | Jonny Kane                  | Danny Watts          | HPD ARX-03c-Honda         | M     | 332 tours |
| 7                 | LMP2   | 35 | OAK Racing               | Bertrand Baguette      | Martin Plowman              | Ricardo González     | Morgan LMP2-Nissan        | D     | 329 tours |
| 8                 | LMP2   | 24 | OAK Racing               | Olivier Pla            | Alex Brundle                | David Hansson        | Morgan LMP2-Nissan        | D     | 328 tours |
| 9                 | LMP2   | 42 | Greaves Motorsport       | Michael Krumm          | Jann Mardenborough          | Lucas Ordóñez        | Zytek Z11SN-Nissan        | D     | 327 tours |
| 10                | LMP2   | 49 | Pecom Racing             | Luís Pérez Companc     | Pierre Kaffer               | Nicolas Minassian    | Oreca 03-Nissan           | M     | 325 tours |
| 11                | LMP2   | 43 | Morand Racing            | Natacha Gachnang       | Franck Mailleux             | Olivier Lombard      | Morgan LMP2-Judd          | D     | 320 tours |
| 12                | LMP2   | 48 | Murphy Prototypes        | Brendon Hartley        | Karun Chandhok              | Mark Patterson       | Oreca 03-Nissan           | D     | 319 tours |
| 13                | LMP2   | 38 | Jota Sport               | Simon Dolan            | Oliver Turvey               | Lucas Luhr           | Zytek Z11SN-Nissan        | D     | 319 tours |
| 14                | LMP2   | 36 | Signatech Alpine         | Pierre Ragues          | Nelson Panciatici           | Tristan Gommendy     | Alpine A450-Nissan        | M     | 317 tours |
| 15                | GT Pro | 92 | Porsche AG Team Manthey  | Marc Lieb              | Richard Lietz               | Romain Dumas         | Porsche 911 RSR (991)     | M     | 315 tours |
| 16                | GT Pro | 91 | Porsche AG Team Manthey  | Jörg Bergmeister       | Patrick Pilet               | Timo Bernhard        | Porsche 911 RSR (991)     | M     | 315 tours |
| 17                | GT Pro | 97 | Aston Martin Racing      | Stefan Mücke           | Darren Turner               | Peter Dumbreck       | Aston Martin Vantage GTE  | M     | 314 tours |
| 18                | LMP2   | 34 | Race Performance         | Michel Frey            | Patric Niederhauser         | Jeroen Bleekemolen   | Oreca 03-Judd             | D     | 314 tours |
| 19                | GT Pro | 73 | Corvette Racing          | Antonio García         | Jan Magnussen               | Jordan Taylor        | Chevrolet Corvette C6 ZR1 | M     | 312 tours |
| 20                | GT Pro | 71 | AF Corse                 | Olivier Beretta        | Kamui Kobayashi             | Toni Vilander        | Ferrari 458 Italia GT2    | M     | 312 tours |
| 21                | GT Pro | 51 | AF Corse                 | Gianmaria Bruni        | Giancarlo Fisichella        | Matteo Malucelli     | Ferrari 458 Italia GT2    | M     | 311 tours |
| 22                | GT Pro | 74 | Corvette Racing          | Oliver Gavin           | Tommy Milner                | Richard Westbrook    | Chevrolet Corvette C6 ZR1 | M     | 309 tours |
| 23                | LMP2   | 41 | Greaves Motorsport       | Alexander Rossi        | Tom Kimber-Smith            | Eric Lux             | Zytek Z11SN-Nissan        | D     | 307 tours |
| 24                | GT Pro | 53 | SRT Motorsports          | Dominik Farnbacher     | Marc Goossens               | Ryan Dalziel         | SRT Viper GTS-R           | M     | 306 tours |
| 25                | GT Am  | 76 | IMSA Performance Matmut  | Raymond Narac          | Jean-Karl Vernay            | Christophe Bourret   | Porsche 911 GT3 RSR (997) | M     | 306 tours |
| 26                | GT Am  | 55 | AF Corse                 | Piergiuseppe Perazzini | Darryl O'Young              | Lorenzo Casè (pl)    | Ferrari 458 Italia GT2    | M     | 305 tours |
| 27                | GT Am  | 61 | AF Corse                 | Jack Gerber (de)       | Matt Griffin                | Marco Cioci          | Ferrari 458 Italia GT2    | M     | 305 tours |
| 28                | GT Am  | 77 | Dempsey Del Piero-Proton | Patrick Dempsey        | Joe Foster (pl)             | Patrick Long         | Porsche 911 GT3 RSR (997) | M     | 305 tours |
| 29                | GT Am  | 50 | Larbre Compétition       | Patrick Bornhauser     | Julien Canal                | Ricky Taylor         | Chevrolet Corvette C6 ZR1 | M     | 302 tours |
| 30                | GT Am  | 96 | Aston Martin Racing      | Roald Goethe           | Jamie Campbell-Walter       | Stuart Hall          | Aston Martin Vantage GTE  | M     | 301 tours |
| 31                | GT Pro | 93 | SRT Motorsports          | Kuno Wittmer           | Tommy Kendall               | Jonathan Bomarito    | SRT Viper GTS-R           | M     | 301 tours |
| 32                | LMP2   | 40 | Boutsen Ginion Racing    | Matt Downs (de)        | Rodin Younessi              | Thomas Dagoneau (pl) | Oreca 03-Nissan           | D     | 300 tours |
| 33                | GT Am  | 67 | IMSA Performance Matmut  | Pascal Gibon           | Patrice Milesi              | Wolf Henzler         | Porsche 911 GT3 RSR (997) | M     | 300 tours |
| 34                | GT Pro | 66 | JMW Motorsport           | Andrea Bertolini       | Abdulaziz Al Faisal         | Khaled Al Qubaisi    | Ferrari 458 Italia GT2    | D     | 300 tours |
| 35                | GT Am  | 88 | Proton Competition       | Christian Ried         | Gianluca Roda               | Paolo Ruberti        | Porsche 911 GT3 RSR (997) | M     | 300 tours |
| 36                | GT Am  | 75 | Prospeed Competition     | Emmanuel Collard       | François Perrodo            | Sébastien Crubilé    | Porsche 911 GT3 RSR (997) | M     | 298 tours |
| 37                | GT Am  | 81 | 8Star Motorsports        | Enzo Potolicchio       | Rui Águas                   | Jason Bright (en)    | Ferrari 458 Italia GT2    | M     | 294 tours |
| 38                | LMP2   | 39 | DKR Engineering          | Olivier Porta (pl)     | Romain Brandela             | Stéphane Raffin      | Lola B11/40-Judd          | D     | 280 tours |
| 39                | LMP1   | 12 | Rebellion Racing         | Nicolas Prost          | Neel Jani                   | Nick Heidfeld        | Lola B12/60-Toyota        | M     | 275 tours |
| 40                | LMP1   | 13 | Rebellion Racing         | Mathias Beche          | Andrea Belicchi             | Congfu Cheng         | Lola B12/60-Toyota        | M     | 275 tours |
| 41                | GT Am  | 70 | Larbre Compétition       | Cooper MacNeil         | Manuel Rodrigues            | Philippe Dumas       | Chevrolet Corvette C6 ZR1 | M     | 268 tours |
| Non classé        |        |    |                          |                        |                             |                      |                           |       |           |
|                   | LMP2   | 33 | Level 5 Motorsports      | Scott Tucker           | Marino Franchitti           | Ryan Briscoe         | HPD ARX-03b-Honda         | M     | 242 tours |
| Abandon en course |        |    |                          |                        |                             |                      |                           |       |           |
|                   | LMP2   | 46 | Thiriet by TDS Racing    | Pierre Thiriet         | Ludovic Badey               | Maxime Martin        | Oreca 03-Nissan           | D     | 310 tours |
|                   | GT Pro | 99 | Aston Martin Racing      | Frédéric Makowiecki    | Bruno Senna                 | Rob Bell             | Aston Martin Vantage GTE  | M     | 248 tours |
|                   | LMP2   | 45 | OAK Racing               | Jacques Nicolet        | Jean-Marc Merlin            | Philippe Mondolot    | Morgan LMP2-Nissan        | D     | 246 tours |
|                   | LMP2   | 47 | KCMG                     | Alexandre Imperatori   | Matt Howson                 | Ho-Pin Tung          | Morgan LMP2-Nissan        | M     | 241 tours |
|                   | GT Pro | 98 | Aston Martin Racing      | Paul Dalla Lana        | Pedro Lamy                  | Bill Auberlen        | Aston Martin Vantage GTE  | M     | 221 tours |
|                   | LMP2   | 32 | Lotus                    | Thomas Holzer (en)     | Dominik Kraihamer           | Jan Charouz          | Lotus T128-Praga          | D     | 219 tours |
|                   | LMP2   | 30 | HVM Status GP            | Johnny Mowlem          | Anthony “Tony” Burgess (de) | Jonathan Hirschi     | Lola B12/80-Judd          | D     | 153 tours |
|                   | GT Am  | 54 | AF Corse                 | Yannick Mallégol (pl)  | Jean-Marc Bachelier (pl)    | Howard Blank         | Ferrari 458 Italia GT2    | M     | 147 tours |
|                   | GT Am  | 57 | Krohn Racing             | Tracy Krohn            | Niclas Jönsson              | Maurizio Mediani     | Ferrari 458 Italia GT2    | M     | 111 tours |
|                   | LMP2   | 25 | Delta-ADR (en)           | Tor Graves             | Archie Hamilton             | Shinji Nakano        | Oreca 03-Nissan           | D     | 101 tours |
|                   | LMP2   | 28 | Gulf Racing Middle East  | Fabien Giroix          | Philippe Haezebrouck        | Keiko Ihara (en)     | Lola B12/80-Nissan        | D     | 22 tours  |
|                   | LMP2   | 31 | Lotus                    | Kevin Weeda (de)       | James Rossiter              | Christophe Bouchut   | Lotus T128-Praga          | D     | 17 tours  |
|                   | GT Am  | 95 | Aston Martin Racing      | Allan Simonsen         | Christoffer Nygaard         | Kristian Poulsen     | Aston Martin Vantage GTE  | M     | 2 tours   |
| Disqualifié       |        |    |                          |                        |                             |                      |                           |       |           |
|                   | LMP2   | 26 | G-Drive Racing           | Roman Rusinov          | John Martin                 | Mike Conway          | Oreca 03-Nissan           | D     | 327 tours |

#### Voitures déclassées
- 26 - Réservoir déclaré non conforme[6]

#### Voitures non classées
- 33 - Distance parcourue insuffisante

#### Causes des abandons
- 95 - Accident
- 31 - Panne circuit électrique
- 25 - Accident
- 57 - Accident
- 28 - Problèmes de vibrations
- 30 - Accident
- 54 - Accident
- 32 - Casse de la boite de vitesses
- 98 - Casse moteur
- 47 - Fuite d'huile
- 99 - Accident
- 45 - Problèmes électroniques
- 46 - Accident[7]

#### Meilleurs
- Pole position : Audi no 2 (3:22.349)
- Meilleur tour en course : Audi no 1 (3:22.746, dans son 170e tour)

## Statistiques et informations diverses

### Leaders successifs
Du 1er au 13e tour : Audi no 1
Du 14e au 15e tour : Toyota no 8
Du 16e au 23e tour : Audi no 1
Du 24e au 25e tour : Toyota no 8
Du 26e au 99e tour : Audi no 1
Du 100e au 348e tour : Audi no 2

### Neutralisations
Neutralisations
| Cause                                                             | Début   | Fin     |
| ----------------------------------------------------------------- | ------- | ------- |
| Accident de l'Aston Martin no 95                                  | 15 h 07 | 15 h 57 |
| Présence de débris sur le circuit, appartenant à l'Alpine no 36   | 20 h 07 | 20 h 21 |
| Récupération du capot arrière de la Lotus no 32                   | 20 h 24 | 20 h 32 |
| Accident de l'Oreca no 25                                         | 22 h 49 | 23 h 05 |
| Sortie de piste de la Ferrari no 57                               | 23 h 54 | 0 h 19  |
| Accident de la Lola no 30                                         | 02 h 18 | 02 h 40 |
| Accident de la Ferrari no 54 suivie de la pluie                   | 03 h 03 | 04 h 08 |
| Présence d'huile sur la piste, appartenant à l'Aston Martin no 98 | 08 h 07 | 08 h 36 |
| Accident de la Lola no 13                                         | 08 h 38 | 09 h 14 |
| Accident de l'Aston Martin no 99                                  | 09 h 51 | 10 h 21 |
| Accident de l'Oreca no 46                                         | 13 h 47 | 14 h 30 |